# Wspólnota administracyjna Vogtei
Wspólnota administracyjna Vogtei (niem. Verwaltungsgemeinschaft Vogtei) – dawna wspólnota administracyjna w Niemczech, w kraju związkowym Turyngia, w powiecie Unstrut-Hainich. Siedziba wspólnoty znajdowała się w miejscowości Oberdorla.
Wspólnota administracyjna zrzeszała pięć gmin wiejskich:
1. Kammerforst
2. Langula
3. Niederdorla
4. Oberdorla
5. Oppershausen

31 grudnia 2012 wspólnota została rozwiązana. Gminy Langula, Niederdorla oraz Oberdorla utworzyły nową gminę Vogtei i stały się zarazem jej dzielnicami. Natomiast gminy Kammerforst oraz Oppershausen stały się samodzielnymi gminami.